# Fray Isidoro de Sevilla
Fray Isidoro de Sevilla (Sevilla, 9 de mayo de 1662-ibídem, 7 de noviembre de 1750), con el nombre secular de Vicente Gregorio Rodríguez de Medina Vicentelo de Leca, fue un religioso español miembro de la orden capuchina. Es recordado principalmente por haber ideado la devoción a la Divina Pastora, que se encuentra extendida por España, América y Filipinas. 

## Biografía
Nació el seno de una familia de la nobleza sevillana. Fue pariente lejano de Miguel de Mañara, fundador del Hospital de la Caridad.
Estudió en el Colegio de San Hermenegildo, de los jesuitas. Posteriormente, estudió cánones y leyes en el Colegio Mayor de Santa María de Jesús, que había sido fundado por el maese Rodrigo Fernández de Santaella en el siglo XVI y que fue germen de la actual Universidad de Sevilla. Se cree que solo estuvo en el Colegio Mayor un par de años y que no llegó a graduarse.
Con 19 años quiso ser fraile capuchino, aunque los padres se opusieron porque era el hijo primogénito. Ingresó en el convento de los Capuchinos de Sevilla el 30 de abril de 1681, adoptando el nombre religioso de fray Isidoro de Sevilla. Un año después concluyó su noviciado. Posteriormente, fue enviado al convento de los capuchinos de Écija, donde pasó un año estudiando latín. En 1683 comenzó a formarse en filosofía en el convento de los capuchinos de Cádiz. Concluyó esta formación en el Convento de San Juan Bautista de Granada. En abril de 1687 fue ordenado sacerdote. Celebró su primera misa en Granada el 2 de abril de 1687. Pasó tres años estudiando teología como alumno del lector capuchino fray José de Lucena. A principios de la década de 1690 fray Isidoro regresó a Cádiz, donde obtuvo el cargo de predicador de oficio, y desarrolló una actividad misionera por Andalucía occidental, visitando Córdoba, Antequera, Marchena y otros lugares.
En Cádiz recibió enseñanzas de fray Pablo de Cádiz, que le inculcó el espíritu misionero y le instruyó en el rezo público del rosario por las calles. El 12 de enero de 1694, en el capítulo provincial de la orden, fray José de Lucena se convirtió en guardián del convento de Sevilla y fray Isidoro se fue con él a su ciudad natal. Entonces ya había conseguido mucha fama como predicador.
En el 1700 fue destinado de nuevo a Cádiz. Allí, siguió celebrando rosarios públicos, esta vez en compañía de fray Feliciano de Sevilla.
En 1702, durante la guerra de sucesión, una flota anglo-neerlandesa puso sitio a la ciudad. Los capuchinos de la ciudad aumentaron su labor misionera y el rezo del rosario y asistieron espiritualmente a los soldados. En enero de 1703 fray Isidoro volvió a Sevilla para informar en un capítulo provincial de lo sucedido en Cádiz meses antes. En este evento, se decidió su regreso definitivo a Sevilla.
El 24 de junio de 1703 fray Isidoro organizó un rosario público desde la iglesia de San Gil con una imagen de la Inmaculada y predicó en la Alameda de Hércules con un notable éxito. El 25 de junio de ese año encargó al pintor Alonso Miguel de Tovar la realización de un cuadro en el que se representara a la Virgen María como pastora. Se ha dicho que esto fue debido a una visión mariana, pero fray Miguel de Zalamea, confidente y discípulo de fray Isidoro, dijo que simplemente se le había ocurrido. La descripción que dio fray Isidoro de esta advocación fue la siguiente:

En el centro y bajo la sombra de un árbol, la Virgen Santísima sedente en una peña, irradiando de su rostro divino amor y ternura. La túnica roja, pero cubierto el busto hasta las rodillas de blanco pellico, ceñido a la cintura. Un manto azul, terciado al hombro izquierdo, envolverá el contorno de su cuerpo, y hacia el derecho, en las espaldas, llevará el sombrero pastoril, y junto a la diestra aparecerá el báculo de su poderío. En la mano izquierda sostendrá unas rosas y posará la mano derecha sobre un cordero que se acoge hacia su regazo. Algunas ovejas rodearán a la Virgen, formando su rebaño, y todas en sus boquitas llevarán sendas rosas, simbólicas del avemaría con que la veneran. En lontananza se verá una oveja extraviada y perseguida por el lobo –el enemigo emergente de una cueva con afán de devorarla, pero pronuncia el avemaría, expresado por un rótulo en su boca, demandando auxilio; y aparecerá el arcángel San Miguel, bajando del Cielo, con el escudo protector y la flecha, que ha de hundir en el testuz del lobo maldito

El 23 de septiembre de 1703 se fundó en la iglesia de San Gil la primera hermandad del Rebaño de María, con reglas escritas por fray Isidoro. El fraile encargó en 1704 a Francisco Antonio Ruiz Gijón la primera talla de la Divina Pastora para esta corporación. La hermandad se trasladó el 23 de octubre de 1705 a la iglesia de Santa Marina. Fray Isidoro fundó otras hermandades: en 1706 en la Iglesia de San Bartolomé de Carmona, en 1707 en Utrera, en 1713 en Jerez de la Frontera, en 1720 en Cantillana y en 1733 en Cádiz.
Al principio, la devoción a la Divina Pastora no fue bien acogida por la orden capuchina. Hasta 1742 el provincial no aceptó que las imágenes de esta advocación pudieran ser veneradas en los conventos andaluces de la orden. No obstante, fray Isidoro sí contó con la ayuda de algunos capuchinos, como fray Arcadio de Osuna (1640-1716), notario apostólico y procurador general de la orden, y fray Luis de Oviedo (1667-1740).
Fue también autor de más de 20 libros de tema religioso, sobre todo sermones, entre los que destacan: La mejor Pastora assumpta y La Pastora coronada.